# Доменне виробництво
До́менне виробни́цтво — перша ланка технологічного циклу металургійного заводу з повним металургійним циклом та металургійного комбінату, його мета — виплавка чавуну, яка здійснюється у доменній печі. Основою технології доменного виробництва є теорія доменного процесу.   (с. 143)  
Доменне виробництво складається з таких основних процесів: підготовка і подача шихти, плавка, видалення продуктів плавки.

## Історія доменного виробництва
Див. Історія доменного виробництва

## Схема доменного виробництва
Залізна руда, концентрат і флюс спрямовуються на фабрику грудкування, де з них виготовляють агломерат або окатки. Відсіяний від дріб'язку агломерат і окатки направляються у доменний цех. Одночасно туди поступає кокс і флюс. Доменна піч одночасно може переплавляти агломерат і окатки або лише один з цих видів залізорудної сировини.

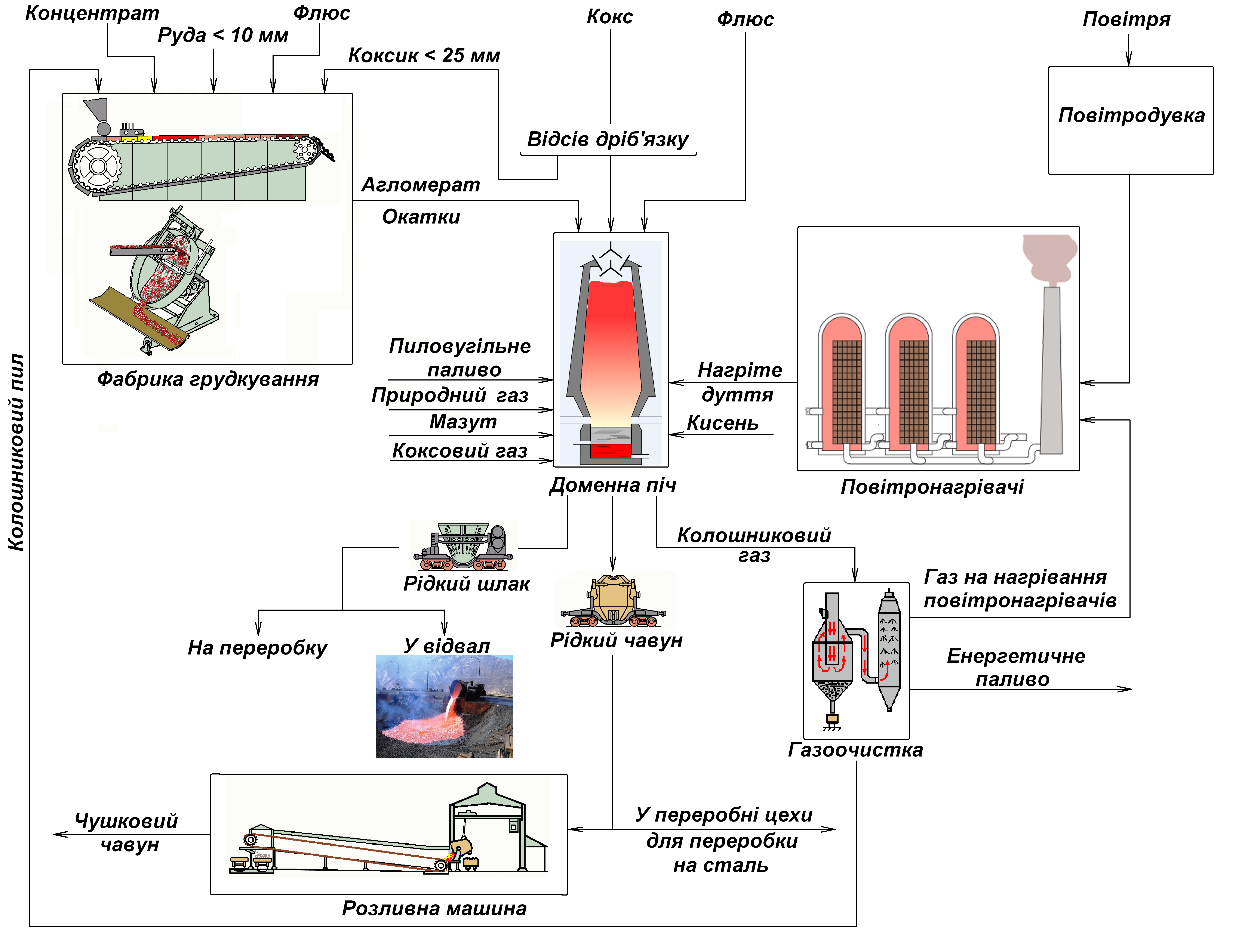
Схема доменного виробництва.

Паливо, залізорудна сировина й флюс постачаються на металургійні заводи залізничним транспортом. Вони подаються на бункерні естакади доменних цехів, де вивантажуються у коксові, рудні та виділені для флюсу бункери. За добу доменна піч споживає понад 1000 т коксу, кілька тисяч тон сировини. Агломерат, руда, вапняк і просіяний на грохотах кокс завантажуються на колошник доменної печі через спеціальний завантажувальний апарат. Призначення апарату полягає у правильному розподіленні завантажених матеріалів по горизонтальному перетину печі. Повітродувка засмоктує атмосферне повітря і по повітропроводу подає дуття до доменної печі. Перед подачею дуття у доменну піч його пропускають через один з повітронагрівачів, де воно нагрівається до температури 1000—1200 °C. Одночасно з атмосферним дуттям можна додатково вдувати кисень, що його виділяють з повітря на спеціальних киснево-компресорних установках. Кисень додають для інтенсифікації процесу. З метою зниження витрати коксу у піч можуть вводитися інші види палива і відновлювачі — природний газ, пиловугільне паливо, мазут, коксовий газ.
Продуктом плавлення у доменній печі є чавун і шлак. Чавун зливається у чавуновози, шлак — у шлаковози. Рідкий чавун у чавуновозі доставляється або у сталеплавильний цех, де він переплавляється на сталь, або на розливні машини, де його розливають у форми з утворенням чушкового чавуну. За добу доменна піч залежно від її об'єму виплавляє від 2000 до 12000 т чавуну. Рідкий шлак направляється або у відвал, або на переробку.
Під час роботи доменної печі в ній утворюється доменний газ. Газ проходить через газоочистку, де очищається від пилу, що називається колошниковим пилом. Після очистки доменний газ використовується для нагрівання повітронагрівачів, а також як енергетичне паливо. Колошниковий пил переодично випускається з пиловловлювача й направляється на фабрику грудкування.

## Паливо і сировина
Основними компонентами шихти для доменної плавки є залізорудні матеріали — Обкотиші, Агломерат, Залізна руда, що містять магнетит, гематит, лімоніт, сидерит; вторинні метали і відходи (металобрухт, мартенівські і зварювальні шлаки); розкиснювачі і флюси (марганцева руда, вапняк), паливо (кокс, природний газ).

### Підготовка сировини
Підготовка залізорудної сировини відіграє значну роль у сучасному доменному виробництві. На сучасних доменних печах сира залізна руда майже не використовується — вона обов'язково піддається збагаченню й грудкуванню.
Залізна руда складається з рудного мінералу, що містить залізо (оксиди заліза, карбонати заліза та деякі інші сполуки) і пустої породи, що не містить заліза і є небажаним баластом. Залізорудна сировина, призначена для завантаження у доменну піч, повинна містити якомога більше заліза і якомога менше пустої породи, а також повинна являти собою грудкоподібний матеріал, що складається з грудок певного розміру.
До 20 століття на доменних печах переплавляли залізні руди майже без їх попередньої підготовки. Однак, було доведено, що найбільш ефективним напрямком розвитку доменного виробництва є покращення підготовки сировини.   (с. 74)   Підготовка полягає, перш за все, у її збагаченні — якомога більшому видаленні пустої породи. Перед збагаченням руду подрібнюють і отриманий концентрат має бути підданий грудкуванню — з нього виготовляють агломерат або окатки.
Підготовка сировини знижує кількість пустої породи, що вноситься у доменну піч й, відтак, знижує кількість шлаку. Це призводить до зниження питомої витрати коксу. Звільнений об'єм печі заповнюється рудою, що призводить до підвищення продуктивності печі. Грудкування підвищує газопроникність стовпу шихти у доменній печі — у агломерата і окатків вона вища ніж у руди. Це дозволяє збільшити кількість дуття і підвищити продуктивність печі. В середині 20 століття замінення сирих пилуватих руд агломератом підвищила продуктивність доменної печі мінімум на 25 — 30 %, а витрата коксу при цьому знизилася, щонайменше, на 20 %.   (с. 75)  
Часто всі операції з підготовки руд виконуються на місці видобутку руди і готова сировина (агломерат, окатки) постачаються металургійним заводам. Однак, більшість заводів мають власні фабрики грудкування сировини і отримують від гірничо-рудних підприємств підготовлені до грудкування матеріали — руду, концентрат, флюси тощо.
Переробка бідних руд нерентабельна, тому однією з операцій їх підготовки перед доменною плавкою є збагачення. Крім того, компоненти шихти піддають контролю за крупністю. Крупні грудки руди відновлюються дуже повільно і знижують продуктивність доменної печі, дрібна і пилоподібна руда виноситься газовими потоками з печі. Тому крупні грудки дроблять до крупності 25-80 мм, а дріб'язок направляють на агломерацію або обкатування.

### Паливо
Від коксохімічних заводів доменні цехи металургійних заводів одержуюють основне паливо доменної печі — кам'яновугільний кокс. Кокс постачається залізничним транспортом. Перед завантаженням у доменну піч він обов'язково просіюється на грохотах, де від нього відокремлюється дріб'язок.
Кокс при доменній плавці є не тільки паливом, але й реагентом, що безпосередньо бере участь в технологічному процесі. Якість коксу, що використовується, характеризується його теплотворною здатністю, вмістом сірки, зольністю, міцністю і твердістю при високих температурах. Крім коксу в доменному виробництві використовується природний газ, який характеризується більшою теплотворною здатністю, меншим вмістом шкідливих домішок (в тому числі сірки) і меншою вартістю. Однак застосування природного газу в доменній печі обмежене.

### Флюси
Вони постачаються з кар'єрів у вигляді грудок певного розміру. Флюсом доменної плавки найчастіше є вапняк CaCO
Пониження температури плавлення пустої породи і полегшення відділення її від металу досягається застосуванням флюсів. В доменному виробництві флюсом частіше всього служить вапняк. При плавленні флюс утворює з пустою породою і золою коксу легкоплавкий рідкий шлак, який легко видаляється з доменної печі. Крім того, флюси сприяють відділенню шкідливих домішок від металу.
Головний агрегат доменного виробництва — доменна піч (рис.).

## Доменний процес
Виплавка чавуну — пірометалургійний процес, що відбувається в доменній печі при високих температурах (до 1900 °C). Основною метою доменної плавки є відновлення заліза з оксидів заліза, що утворюють рудну частину шихти.
Під дією гарячого повітря, що вдувається в доменну піч, протікає згоряння коксу з утворенням двооксиду вуглецю (СО2), який при контакті з розпеченим коксом при температурі 1800—1900 °C перетворюється в оксид вуглецю (СО):
C + O2 → CO2
CO2 + C → 2 CO.
Оксид вуглецю (СО) при проходженні через стовп шихти з низу печі догори відновлює залізо з рудних оксидів, також відновлення заліза відбувається при контакті руди з розпеченим коксом. Спрощена схема відновлення є такою:
Fe2O3 → Fe3O4 → FeO→ Fe
Залізо, що утворилося при відновленні руди, знаходиться в твердому стані у вигляді губчатої маси; при контакті з оксидом вуглецю і розпеченим коксом залізо насичується вуглецем з утворенням цементиту (Fe3C).
Внаслідок навуглецювання температура плавлення заліза знижується, воно швидко переходить у рідкий стан і краплями стікає в горно доменної печі. При переміщенні крапель металу відбувається додаткове насичення заліза вуглецем і вміст його в металі збільшується. Таким чином, через постійний контакт відновленого заліза з вуглецем в доменній печі неможливо одержати залізо без розчиненого в ньому вуглецю, а продуктом доменної плавки завжди буде залізовуглецевий сплав — чавун.
Паралельно в доменній печі відбувається відновлення оксидів, що містяться в шихті: марганцю, силіцію, фосфору за схемою:
MnO2 → Mn2O3 → Mn3O4 → MnO → Mn.
Відновлений марганець переходить в чавун, сприяє хімічному сполученню заліза і вуглецю з утворенням цементиту (Fe3C). Крім того, марганець має більшу спорідненість з сіркою і звільняє чавун від цієї шкідливої домішки утворенням MnS і переходом цієї сполуки у шлак.
Пуста порода, зола коксу, флюс обов'язково містять кремнезем (SiO2), який під час плавки також частково відновлюється і переходить в чавун.
Фосфор (шкідлива домішка), що міститься в деяких рудах, також відновлюється вуглецем в присутності кремнезему і переходить до чавуну.
Невелика кількість сірки (шкідлива домішка), що міститься в залізній руді і коксі, при плавці вигорає, але основна частина переходить у чавун. Для видалення сірки необхідна висока температура і надлишок вільного вапна, яке зв'язує сірку в нерозчинний в залізі сульфід кальцію (CaS) і переводить її у шлак. Джерелом вапна є вапняк CaCO3, який в печі розкладається на CaO і CO2.
Крім описаних процесів в доменній печі відбувається плавлення пустої породи і шлакоутворення. Пуста порода і зола коксу складаються в основному з кремнезему (SiO2) і глинозему (Al2O3), які мають високу температуру плавлення — вищу ніж та, що досягається всередині доменної печі. Зниження температури плавлення і утворення рідкого шлаку досягається введенням в шихту флюсу — вапняку.

## Продукція

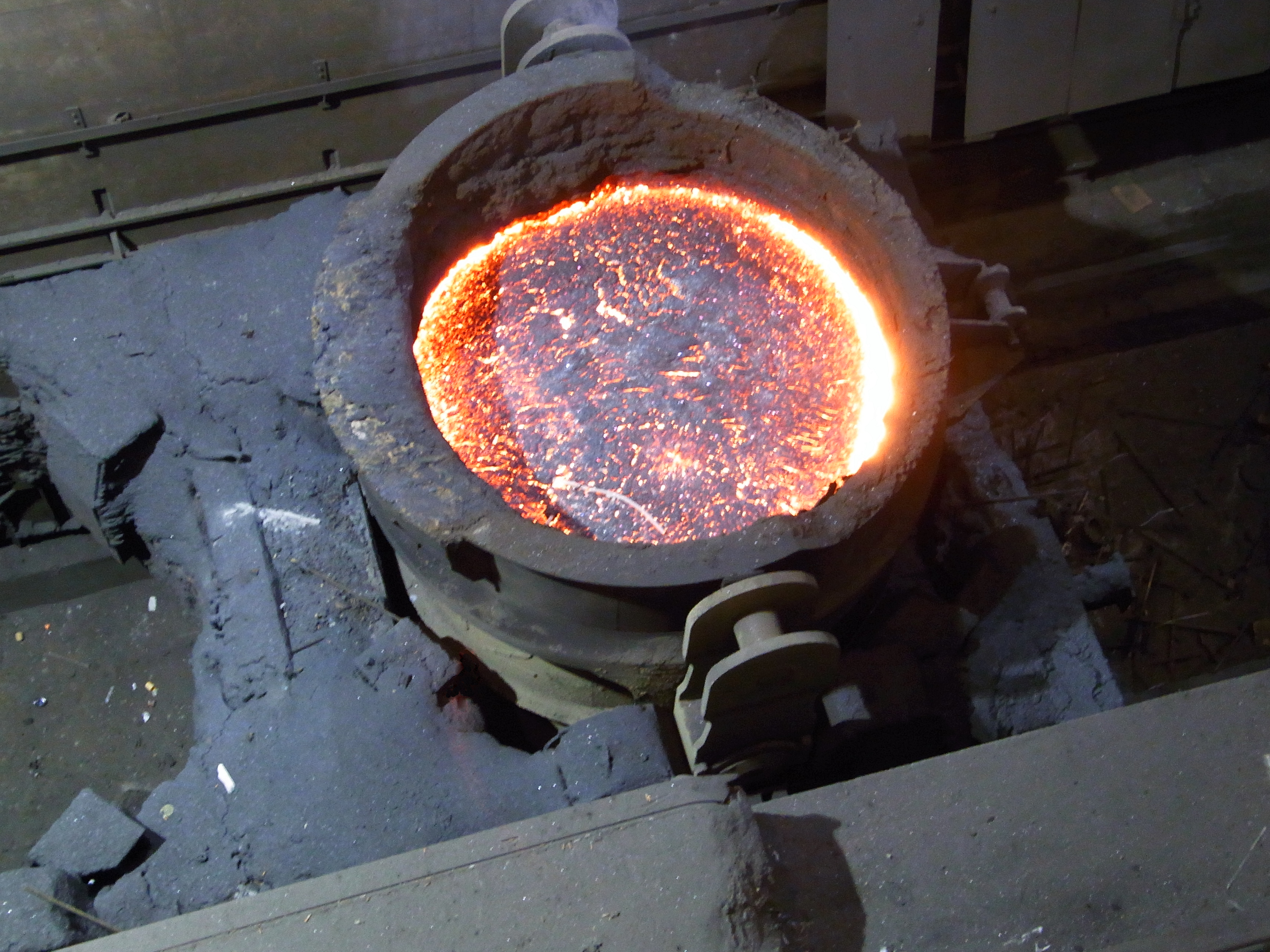
Чавун — основна продукція доменного виробництва. Німеччина.

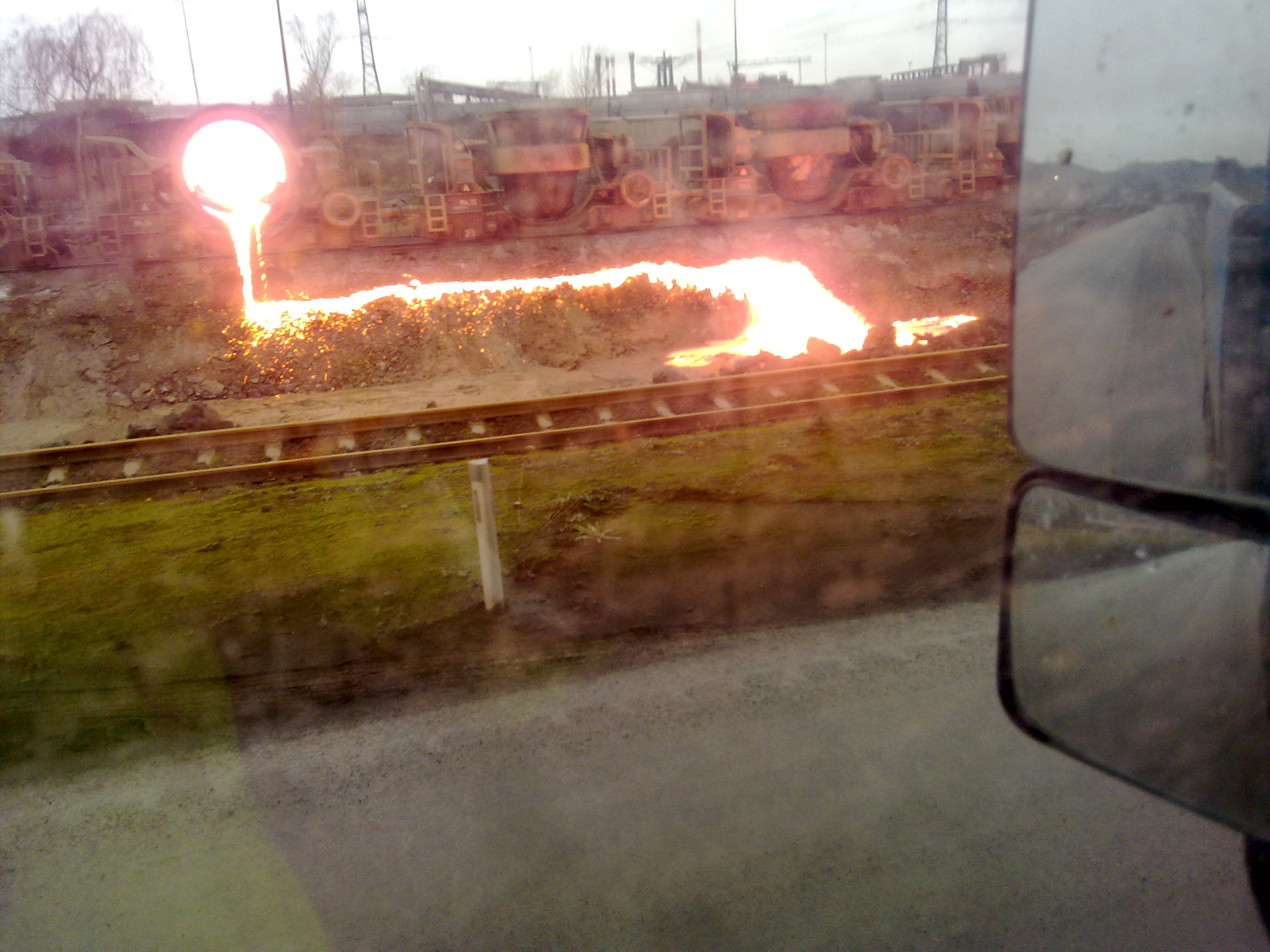
Шлак — побічний продукт доменного виробництва. На фото — зливання рідкого шлаку зі шлаковоза у відвал. Металургійний комбінат у Лінці, Австрія.

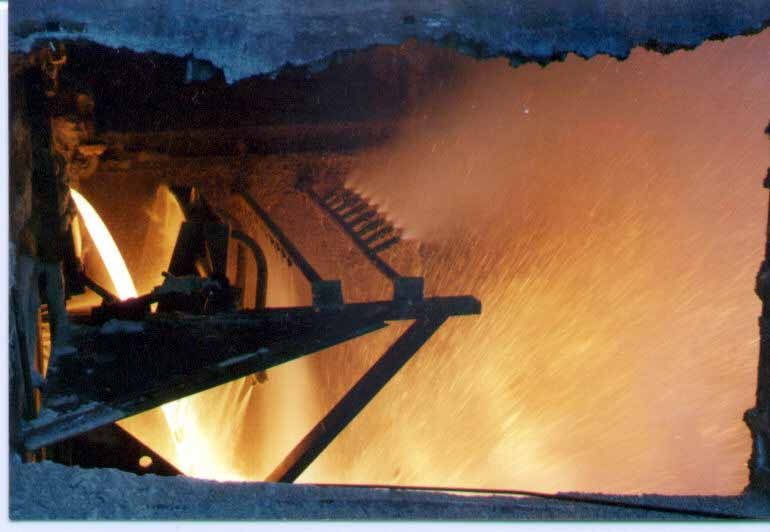
Переробка доменного шлаку — виробництво граншлаку шляхом заливання рідкого шлаку водою.

Основним продуктом доменного виробництва є чавун — сплав заліза з вуглецем і рядом інших елементів (Si, Mn, S, P). Побічними продуктами є шлак та доменний газ. По мірі накопичення у горні доменної печі продуктів плавки, чавун і шлак випускають з доменної печі — 6-12 раз за добу.
Вміст вуглецю в чавуні становить 2 — 6,5 %. За хімічним складом і призначенням розрізняють три сорти чавуну:
- переробні чавуни використовуються для подальшої переробки на сталь. Переробний чавун становить понад 95 % світового виробництва чавунів. [джерело?] В них підвищений вміст марганцю (0,6 — 2,5 %), вуглець знаходиться у вигляді цементиту, що придає йому високу твердість при застиганні. Залежно від способу переробки такі чавуни в минулому розрізняли на мартенівські (виплавляються з шихти з підвищеним вмістом марганцю), бесемерівські (виплавляються з руд з малим вмістом сірки і фосфору), томасівські (виплавляються з руд з підвищеним вмістом фосфору). У зв'язку з розвитком у другій половині 20 століття киснево-конвертерного виробництва і витисненням інших способів переробки чавуну на сталь, така класифікація переробних чавунів виходить з ужитку.

- ливарні чавуни містять кремнезему від 1,2 % до 4,25 %, що сприяє виділенню з них вуглецю у вигляді графіту і надає їм текучості і легкоплавкості. Вони добре заповнюють ливарні форми і добре піддаються механічній обробці.

- спеціальні чавуни, або феросплави, застосовуються для розкиснення і легування сталей. Найбільше застосування знайшли феросиліцій (вміст силіцію більше 13 %), феромарганець (вміст марганцю до 75 %). Виплавлявся також дзеркальний чавун (вміст марганцю 10 — 25 %).

Шлак — баластні, тобто такі, що не містять заліза, оксиди, що вносяться у піч рудою, агломератом, золою коксу і флюсом. Використовується для виготовлення цементу, шлакоблоків, шлаковати і ін.;
Крім чавуну та шлаку при доменній плавці одержують:
- доменний газ, або колошниковий газ містить 28 % СО і має теплотворну здатність 3,8 МДж/м3; Очищений газ використовується в мартенівських печах, повітронагрівачах для підігріву повітря до 800 — 1200 °C перед подачею його в доменну піч, котельних установках;

- колошниковий пил — дрібні частинки руди, що виносяться колошниковим газом з печі. Колошниковий пил, що видувається з печі колошниковим газом, накопичується у пиловловлювачі, звідки його періодично вивантажують у залізничні вагони і відправляють споживачам — переважно на аглофабрику. Містить до 40 % заліза. Колошниковий пил містить до 45 % заліза, тому він вловлюється і направляється на агломерацію.